# Фонтана „Милева” (Матарушка Бања)
43° 41′ 24″ С; 20° 36′ 46″ И / 43.6900124° С; 20.6127328° И
Фонтана „Милева” или Милевина фонтана је фонтана која се налази у Матарушкој Бањи, у централном делу бањског парка. Фонтану краси скулптура купачице која улази у воду, женски акт, дело вајара Драгана Панића, постављена 1967. године. Убрзо по постављању скулптуре фонтана је постала симбол Матарушке Бање и неизбежан мотив на туристичким разгледницама.

## Историја
Матарушка Бања чувена је по лековитој, топлој сумпорној води, која помаже у лечењу женског стерилитета и других гинеколошких обољења. Својевремено је у народу била позната и као „бања за нероткиње“, У 20. веку важила је за престижну туристичку дестинацију. Уз некадашње монденске виле, купатила, ресторане и хотеле, бањски парк је био центар друштвеног живота. У њему су се организовали различити забавни садржаји за госте. Педесетих и шездесетих година мештани су сами организовали радне акције уређења парковских перивоја, цветних леја, улица и шеталишта. У том духу 1967. године у средиште постојеће бањске фонтане, која се налази у самом центру парка, постављена је скулптура, женски акт.  Оваква фонтана, са скулптуром, убрзо је постала заштитни знак Матарушке Бање и то је остала до данас.
Скулптура девојке која улази у воду замишљена је да представља Венеру, римску богиња љубави, лепоте, секса, плодности и благостања. Међутим, мештани су убрзо променили ту одлуку. Наиме, њиховој до тада најпознатијој суграђанки, докторки Милеви Карајовић, није био подигнут споменик у бањи, па су фонтани дали њено име. Милева Крајовић погинула је у покушају да заустави Масакр у Краљеву 1941. године. Тако се десило да фонтану, која није у почетку била посвећена њој, мештани назову по овој племенитој жени и тако очувају сећање на њу.

### Милева Карајовић
Милева Карајовић рођена је у Крагујевцу. Студирала је медицину у Бечу, где је упознала свог будућег супруга. По завршетку студија њих двоје долазе у Краљево. Радили су као лекари у Матарушкој Бањи, где су живели у једној од бањских вила. 
Докторка Милева била је позната као велика добротворка. Током II Светског рата у њиховој вили налази сео дом за избеглу децу, такозвани СИД. Када су Немци у октобру 1941. отпочели масовно стрељање становништва, докторка Карајовић је изашла пред немачког чувара и затражила да разговара са комадантом. Након што је упорно инсистирала на томе, чувар је послао по комаданта, који је наредио да је доведу. Упитао је шта жели, а она му је, на немачком језику, одговорила да је лекар, да је члан лекарског удружења и организације Црвени крст, да познаје међународне прописе о поступању у рату према цивилном становништву и да протестује због масовног злочина чији је очевидац. Од комаданта места, Алфонса Мациовича, тражила је да се одмах прекине са масакром. Мациович ју је убио на месту.
Према доступним подацима, током масакра у Краљеву стрељано је 29 жена. Милева Карајовић је најпознатија међу њима. Остале жене су стрељане увече 16. октобра.